# Second Chance: Three Presidents and the Crisis of American Superpower
Second Chance. Three Presidents and the Crisis of American Superpower ist eine politikwissenschaftliche Analyse Zbigniew Brzezińskis, die am 5. Mai 2007 erschien.

In Second Chance behandelt Brzezinski 15 Jahre Außenpolitik der USA nach dem Auseinanderbruch der Sowjetunion, als die USA aus dem Kalten Krieg als „Sieger“ hervorging. Er stellt die Amtsführung dreier Präsidenten, George H. W. Bush, Bill Clinton und George W. Bush dar und analysiert die Ursachen und Folgen ihrer Politik hinsichtlich der Führungsrolle der USA.

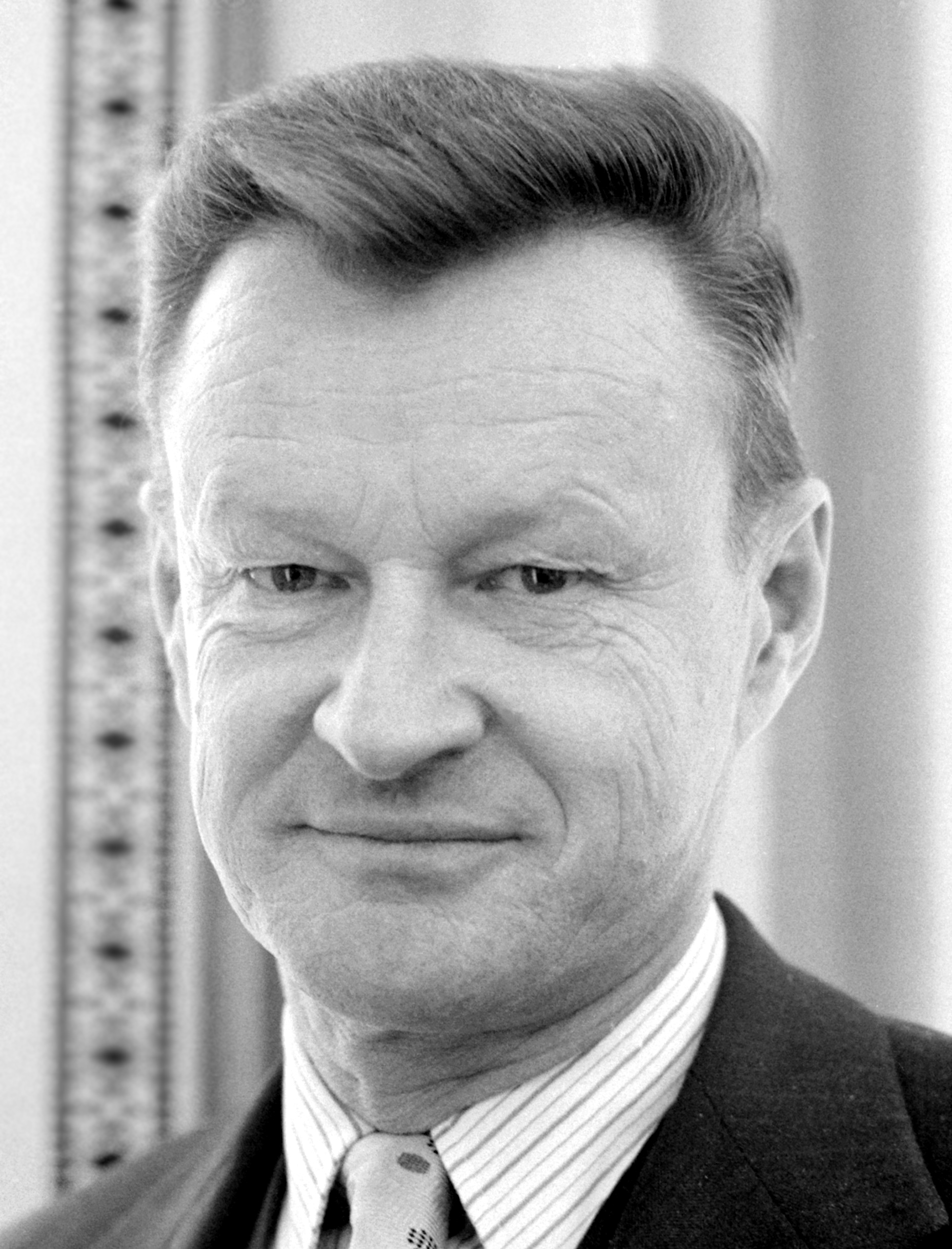
Zbigniew Brzeziński (1977)

## Inhalt

### Herausforderungen für die globale Führungsrolle
Die USA als Weltmacht konzentriert sich seit 1990 auf ihre nationale Sicherheit, verfolgt aber drei große Missionen für die Weltpolitik:
- Gestaltung der politischen Beziehungen, um ein kooperativeres Systems der Weltpolitik hervorzubringen
- Eindämmung von Konflikten, Verhinderung von Terrorismus und der Verbreitung von Massenvernichtungswaffen, kollektive Friedensbemühungen in Bürgerkriegsregionen, um Gewalt in der Welt zu verringern
- die zunehmende Ungleichheit der Lebensverhältnisse in Übereinstimmung mit dem „Weltgewissen“ zu bekämpfen und eine Antwort auf die ökologischen Herausforderungen zu geben

Die zehn wichtigsten Wendepunkte der Geschichte im Zeitraum von 1990 bis 2005 sind nach Brzezinski:
1. Rückzug der Sowjetunion aus Osteuropa, USA als führende Weltmacht
2. Der Sieg im ersten Golfkrieg wurde nicht genutzt, Frieden im Nahen Osten wird nicht angestrebt, wachsende Feindschaft der islamischen Welt gegenüber den USA
3. Die NATO expandiert nach Osteuropa; Die atlantische Gemeinschaft erreicht bestimmenden Einfluss auf die Weltpolitik.
4. Die Globalisierung wird durch WTO, den Bailout-Fund des IMF und dem Kampf gegen Korruption durch die Weltbank institutionalisiert. Singapur-Themen werden Grundlage der Konferenz von DOHA.
5. Die Finanzkrise in Asien begründet eine asiatische Gemeinschaft, die entweder durch die Dominanz Chinas oder die Konkurrenz Japans und Chinas bestimmt wird. Der Beitritt Chinas zur WTO.
6. Der Tschetschenienkrieg, der Kosovo-Konflikt und Putins Wahl zum russischen Präsidenten tragen zu der Entstehung eines russischen Nationalismus und eines autokratischen Systems bei. Russland nutzt seine Bodenschätze, um eine selbstbewusste Energie-Supermacht zu werden.
7. Angesichts der permissiven Haltung der USA werden Indien und Pakistan trotz der ablehnenden Haltung der Weltöffentlichkeit zu Nuklearmächten. Angesichts der inkonsistenten und inkonsequenten Bemühungen der USA zur Selbstbeschränkung, verstärken Nordkorea und Iran weiter verdeckt ihre Bemühungen, Nuklearmächte zu werden.
8. Der Schock des 11. September treibt die USA in einen Zustand der Angst und lässt sie unilaterale politische Ziele verfolgen. Die USA erklärt einen Krieg gegen den Terror.
9. Die atlantische Gemeinschaft spaltet sich in der Frage des Irakkriegs der USA. Die EU versagt darin, eine eigene politische Identität oder Schlagkraft zu entwickeln.
10. Der weltweite Eindruck der militärischen Omnipräsenz der USA und die Illusion der USA über das Maß ihrer Macht wurden durch das Versagen der USA im Irak in der Zeit nach dem Sieg erschüttert. Die USA anerkennt das Bedürfnis für Zusammenarbeit mit EU, Japan, China, Russland in wichtigen Fragen der Weltsicherheit. Der Nahe Osten wird zum kritischen Test der US-amerikanischen Führungsrolle.

### Die Dunstschleier des Sieges (und die Entstehung widersprüchlicher Visionen)
Die Niederlage der Sowjetunion war nach Auffassung des Autors nicht das Werk allein Ronald Reagans, sondern Ergebnis vierzigjähriger Bemühungen. Fast jeder Präsident habe dazu beigetragen. Aber auch Papst Johannes Paul II., Lech Wałęsa und Michail Gorbatschow seien entscheidend gewesen. Brzezinski erwähnt Eisenhowers Verstärkung der NATO-Allianz, Kennedys Begrenzung des sowjetischen Einflusses in der Berlin- und der Kuba-Krise und den Wettlauf zum Mond, der die sowjetische Illusion der Überlegenheit zerstört habe. Der Vietnamkrieg, so Brzezinski,  führte zu Nixons Entspannungspolitik, aber Carter begann mit seiner Menschenrechtskampagne, die mit Johannes Paul II. spiritueller Ermahnung verschmolz und die Sowjetunion ideologisch in die Defensive brachte. Carter habe in Afghanistan erstmals den Widerstand gegen die Sowjetunion unterstützt und so die Grundlagen für eine Militärpräsenz im Persischen Golf geschaffen. Reagan forderte die Sowjetunion in allen Bereichen stärker heraus, was Gorbatschows Perestroika in eine allgemeine Krise der Sowjetunion hineintrieb. George H. W. Bush nutzte die Schwächung der Sowjetunion mit Finesse aus und profitierte von der Vorgeschichte. Aber trotz der Erfolge sei die USA kaum 15 Jahre nach dem Mauerfall mit starker Feindseligkeit betrachtet worden.
Die Außenpolitik stellt Brzezinski in zwei Richtungen dar. Auf der einen Seite sieht er die Anhänger der ökonomischen und politischen Globalisierung und die Neokonservativen. Die Globalisierungsvertreter setzten auf Interdependenz und Konnektivität als Mittel des universellen Fortschritts, mit den USA als der Speerspitze einer optimistisch betrachteten Entwicklung, die allen Nutzen bringen würde. Die neokonservative Doktrin dagegen, deren Blütezeit die Regierung George W. Bushs war, wandte sich zur Politik Reagans zurück, die ihren harten Kurs gegen die Sowjetunion durch ihren Zusammenbruch gerechtfertigt fand und als alleiniges Mittel des Erfolgs verabsolutiert hatte. Die neokonservative Position charakterisiert Brzezinski als eine für christlich-fundamentalistische Kreise sympathische, moralisch selbstgewisse, manichäische, aktivistische und militante Position der Stärke und Klarheit, die alle politischen Sachverhalte auf den einfachen Gegensatz von gut oder böse reduzierte. Die Bedrohung durch die Sowjetunion sei durch den militanten Islam und die arabischen Länder ersetzt worden. Erst mit dem 11. September wurde diese Doktrin wirklich politisch relevant, als die Terrorismusangst und das Sicherheitsbedürfnis sogar die Geltung von Grundrechten infrage stellte. Francis Fukuyamas Fortschrittsmodell diente als deterministisch verstandene Grundlage für die Verbreitung der Demokratie mit allen Mitteln im Nahen Osten. Samuel P. Huntingtons Kulturtheorie wurde als Begründung für den Konflikt mit der islamischen Welt aus der unterschiedlichen Wertorientierung interpretiert. Gleichzeitig fehlte der USA bei dem hedonistischen Relativismus ihrer Ober- und Mittelschicht eine tiefere moralische Legitimation ihrer Führungsrolle, die durch humanitäre Ziele, eine auf Konsens statt Spaltung ausgerichtete Politik und eine Antwort auf die Bedürfnisse der Massen hätte definiert werden sollen.

### Die Erbsünde (und die Fallstricke der Tradition)
Der Slogan von der „neuen Weltordnung“ wurde, so Brzezinski, zu George H. W. Bushs Markenzeichen. Er hatte den Begriff von Gorbatschow übernommen, ohne ihn wirklich ernsthaft in die Tat umsetzen zu wollen. Bush I war ein guter Krisenmanager in den vielen Krisen Eurasiens, aber er hatte keine strategische Vision. Er machte aus seinen Siegen keinen dauerhaften historischen Erfolg. Russland wurde nur demontiert, nicht umgestaltet, und der Nahe Osten wurde nach dem Erfolg gegenüber Saddam Hussein nicht befriedet.
In einer chronologischen Übersicht über die ungewöhnlich zahlreichen Herausforderungen während der Präsidentschaft Bushs erläutert Brzezinski knapp den Rückzug der Sowjetunion aus Afghanistan, die Gewerkschaftsbewegung in Polen, deren Auswirkungen auch die umliegenden Länder ergriff, den Protest auf dem Tianmen-Platz, den Mauerfall, die Kuwait-Krise, Veränderungen in den mittelamerikanischen Staaten, die eine enge Verbindung mit der Sowjetunion hatten, den Jugoslawienkonflikt, das Unabhängigkeitsstreben der baltischen Staaten, Georgiens und Azerbaidjans, die Auflösung der Sowjetunion und die Unabhängigkeitserklärung der Ukraine.

#### Siegreiche Diplomatie
Dringendstes Ziel Bushs war nach Darstellung Brzezinskis die Bewältigung des Zerfalls der Sowjetunion ohne internationale Verwerfungen und die Vermeidung einer Spaltung des atlantischen Bündnisses durch Gorbatschows Angebote, die auf die Sympathie einiger Partner stießen. Auf die Niederschlagung des Studentenprotests in China reagierte Bush, so Brzezinski, mit mildem öffentlichem Tadel, ließ aber durch Snowcroft in einer Geheimmission mitteilen, das dies nur der Form halber geschehe. Er wollte die strategische Partnerschaft mit China nicht gefährden. Im Dezember erfolgte ein öffentlicher Besuch mit einem „goodwill toast“, was von der Öffentlichkeit als servil interpretiert wurde. Sein schönster Erfolg sei die Wiedervereinigung Deutschlands gewesen. Gorbatschows Einverständnis wurde mit wohlmeinenden Vorschlägen zur Kooperation mit dem Ziel der Schaffung eines Systems weltweiter Zusammenarbeit beantwortet. Auch finanzielle Hilfe wurde versprochen. Brzezinskis Fazit lautet: 
Bushs Leistung verdient das höchste Lob. Er lockte, beruhigte, schmeichelte und drohte unterschwellig seinem sowjetischen Gegenüber. Er musste Gorbatschow mit der Vision einer globalen Partnerschaft verführen, während er ihn gleichzeitig ermutigen musste, den Zusammenbruch des Sowjetimperiums zu erdulden.
Die Wiedervereinigung Deutschlands wurde in der Analyse Brzezinskis auch deshalb erst möglich, weil Deutschland durch die Gewerkschaftsbewegung in Polen zum isolierten Außenposten geworden war, den Gorbatschow zugunsten einer „neuen Weltordnung“ aufzugeben geneigt war. Die Wiedervereinigung bedeutete eine wichtige Schwerpunktverlagerung im geostrategischen Gleichgewicht, zumal Deutschland Mitglied der NATO und der EU wurde. 
Es war nach Auffassung Brzezinskis der amerikanischen Regierung klar, dass Europa nun in das frühere Osteuropa vordringen würde. Dabei sollten aber innere Spannungen vermieden werden, wie sie im zerfallenden Jugoslawien auftraten. Die neue Weltordnung wurde für Bush so ein Zeichen traditioneller Stabilität, die Auflösung der Staatsordnungen sollte verhindert werden, was Bush ungern öffentlich zugab und später verleugnete. Der überraschende Gewaltausbruch in Jugoslawien ließ Ähnliches für die Sowjetunion befürchten. Dabei wurde der Nationalismus unterschätzt, zumal man die Sowjetunion mit Russland gleichsetzte. Im State Department ging man davon aus, dass die Sowjetunion ein multiethnisches Gebilde ähnlich der USA seien. Diese falsche Auffassung spiegelte sich in der „chicken Kiev“-Rede Bushs wider, in der er gegenüber den ukrainischen „Sowjetbürgern“ den „selbstmörderischen Nationalismus“ und den Isolationismus verurteilte und die Reformen der Sowjetunion lobte. James Baker forderte, das Zentrum der Sowjetunion zu stärken.

Diese Haltung der USA wurde jedoch durch die Ereignisse überholt, die mit der Unabhängigkeit der baltischen Länder begann. Nach dem Auseinanderbrechen der Sowjetunion sei das Hauptanliegen zunächst die Sicherung des Nukleararsenals in den ehemaligen Sowjetrepubliken gewesen. Gegenüber Yelzins Russland habe jede Strategie gefehlt. 
Nicht viel Überlegung wurde darauf verwandt, ein umfassendes Programm politischen und sozio-ökonomischen Wandels zu entwickeln, um Russland fest an Europa zu binden. 
Die nicht unbeträchtliche Finanzhilfe war konzeptionslos und „wurde zum großen Teil einfach gestohlen“. Noch schlimmer war nach Meinung Brzezinskis, dass während der extremen Wirtschaftskrise amerikanische Berater in die korrupte und chaotische „neue Demokratie“ Yeltsins schwärmten, um sich gemeinsam mit russischen „Reformern“ durch Privatisierungen vor allem im Bereich der Energieträger zu bereichern.
Gegenüber dem Jugoslawienkonflikt und Afghanistan war die Regierung nach Auffassung Brzezinskis zu passiv abwartend. Für Afghanistan, wo der Widerstand durch die USA gefördert worden war, „unternahm man zu wenig Anstrengungen, die internationale Gemeinschaft wachzurütteln um Afghanistan zu helfen sich zu stabilisieren und ökonomisch zu erholen“.

#### Verlorener Triumph
Gleichzeitig musste Bush das Irak-Problem lösen. Saddam spekulierte auf die Unterstützung der Sowjetunion, auf die Ablenkung der USA durch Osteuropa und auf ihr Vietnam-Debakel, aber lag mit seiner Einschätzung der geopolitischen Realität falsch, da seit 1989 die USA als einzige Weltmacht galt und Saddams Angriff auf Kuwait als Herausforderung betrachtet wurde. Die UN stimmte dem militärischen Einsatz zu, einige Länder, vor allem auch die Sowjetunion, befürworteten eher Sanktionen. Bush setzte Sanktionen ein, wehrte Versuche ab, Saddam einen ehrenvollen Abzug aus Kuwait zu ermöglichen, und ließ Truppen in Saudi-Arabien stationieren. Trotz der sowjetischen Vermittlungsversuche in allerletzter Minute begann der Angriff. Das Ergebnis war eine Demütigung Saddams, aber nicht das Ende seiner Herrschaft. Dies wäre durch ein militärisches Ultimatum mit der Forderung nach seiner Exilierung möglich gewesen, meint Brzezinski. Der Sieg wurde strategisch nicht genutzt und in der arabischen Welt wurden die USA als Erbin des britischen Imperialismus wahrgenommen, hinter deren Handlungen man Downing Street als den Drahtzieher sah.
Auch den Palästina-Konflikt nahm er nicht in Angriff, obwohl seine Zielsetzung auf das Ende des Siedlungsbaus und die Anerkennung der Rechte der Palästinenser gerichtet war. Er dankte Israel durch großzügige finanzielle Unterstützung für den Verzicht auf eine Vergeltungsmaßnahme für irakische Raketenangriffe, die die arabische Allianz gestört hätte. Er enttäuschte jedoch trotz der intensiven Arbeit der jüdischen Lobby Israels Erwartungen auf eine Kreditgarantie, bis Shamir durch Rabin abgelöst wurde. Die Friedenskonferenz in Madrid, zu der Gorbatschow zusammen mit Bush eingeladen hatte, verlief ohne Gesamtlösung des Konflikts („comprehensive peace“), die bei klarer strategischer Zielsetzung möglich gewesen wäre (kein Rückkehrrecht für Palästinenser, keine Ausbreitung Israels über die Grenzen von 1967 hinaus, Territorialausgleich, Demilitarisierung eines Palästina-Staates und ein Sonderstatus für Jerusalem), sondern führte lediglich zur Anerkennung von Israels Existenzrecht durch die PLO und zum Aufbau einer palästinensischen Selbstverwaltung.
Des Weiteren gelang es Bush nicht, die Ausbreitung der Atomwaffen auf Indien, Pakistan und Nordkorea zu verhindern, die auch eine Folge des Irak-Kriegs war, weil Länder nur in der atomaren Abschreckung Sicherheit gegenüber den USA sahen.
Der ungenutzte Sieg wurde die Erbsünde von Bushs Vermächtnis: die unschlüssige, bald übel genommene und selbstschädigende Nahostpolitik, führte in den zwölf folgenden Jahren zu der Meinung in der Region, dass die USA die imperialistische Kolonial-Politik der Briten weiterführe und scheinheilig Israels Siedlungspolitik unterstütze. Die Anwesenheit von US-Truppen in Saudi-Arabien bereitete dem Hass extremer Sunniten auf Amerika den Boden.
Brzezinski fasst zusammen: „Bushs größter Fehler war nicht, was er tat, sondern was er nicht tat.“ Es fehlte die große Vision für die Zukunft der Welt, den Nahen Osten und die internationale Kooperation mit Russland, China und neu entstehenden Mächten. Er „… hatte seinen vielversprechender Ruf nach der Neuen Weltordnung in die Bestätigung der vertrauteren alten imperialen Ordnung umgewendet.“

### Die Ohnmacht guter Absichten (und der Preis der Nachlässigkeit)
Bill Clintons idealistische Vision der Erneuerung, vor allem innenpolitisch, weniger außenpolitisch motiviert, war die der unaufhaltsamen und für alle segensreichen Globalisierung. „Er betrachtete die Außenpolitik als Fortsetzung der Innenpolitik mit anderen Mitteln.“ Die Entscheidungsfindung wurde von Clinton nicht wie bei Bush von oben aus organisiert, die Beratungen ähnelten einem „Kaffeeklatsch“. Über den Kongress förderten vor allem die israelische und die kubanische Lobby eine Gesetzgebung, die in die Außenpolitik des Präsidenten eingriff. Weiter kompliziert wurde die Außenpolitik durch Propagandakampagnen der Medien, die Libyen, Irak, Iran und China zu Feinden des Jahres kürten. Die Herausforderungen der internationalen Politik waren im Vergleich zu Bush komplexer, die Antworten konstruktiver.
Brzezinski erläutert knapp die wichtigsten Ereignisse der Zeit von Januar 1993 bis Dezember 2000, bei der besonders die NATO-Osterweiterung, der NATO-Einsatz in Jugoslawien und der Tschetschenienkrieg hervorgehoben werden.

#### Die Zukunft gestalten
Clinton boten sich durch das Ende der Sowjetunion drei Möglichkeiten für die Durchsetzung internationaler Sicherheit und Zusammenarbeit: 1. die Beendigung des kostspieligen Wettrüstens und eine gemeinsame Abrüstung, besonders bei Nuklearwaffen, 2. Die Verhinderung der Ausbreitung von Nuklearwaffen als erster Schritt zu einem neuen System internationaler Sicherheit, 3. die Zusammenarbeit mit einem gestärkten Europa im transatlantischen Bündnis.
Das erste Ziel wurde voll erreicht, dabei konnte die USA ihre Ressourcen voll einsetzen, um sich einen weltweiten militärischen Einsatzbereich zu sichern.
Das zweite Ziel wurde in der Katz-und-Maus-Politik mit Nordkorea nicht erreicht, obwohl die USA die Möglichkeit gehabt hätten, politischen Druck auszuüben und die Urananreicherung zu unterbinden. Nutzlos waren in ähnlicher Weise die Bemühungen hinsichtlich Indiens und Pakistans, wobei man der USA vorwarf, Nuklearwaffen monopolisieren zu wollen.
Dies alles hätte durch internationale Kooperation und ein entschlossenes Auftreten der USA verhindert werden können. Das dritte Ziel wurde erreicht, es war das konstruktivste und dauerhafteste Ergebnis der Außenpolitik Clintons, besonders wegen der Osterweiterung. Clintons Berater rieten zur Vorsicht und zur Rücksicht auf russische Empfindlichkeiten. „Daher konzentrierten sich die amerikanischen Bemühungen auf einen Prozess umfangreicher ‚Vorbereitungen‘ der Erweiterung, die einfallsreich als Partnerschaft für den Frieden etikettiert wurden, was den Vorteil hatte, die Erweiterung zu erleichtern und gleichzeitig die wirkliche Entscheidung aufzuschieben. In der Zwischenzeit wandelte sich die russische Einstellung zu einer klaren Ablehnung und Ende 1994 musste Clinton Yeltsin beschwichtigen, indem er öffentlich drei „Neins“ akzeptierte: keine Überraschungen, keine Eile und kein Ausschluss Russlands.“
Die weitere Politik verlief zweigleisig: einerseits sollte die Beziehung zu Russland verstärkt werden, aber auch die NATO sollte erweitert werden.